# San Marcos kommun, Colombia
San Marcos är en kommun i Colombia.   Den ligger i departementet Sucre, i den norra delen av landet, 500 km norr om huvudstaden Bogotá. Antalet invånare är 50 679. Arean är 535 kvadratkilometer.
Terrängen i San Marcos är platt.